# Neue Mühle (Rödinghausen)

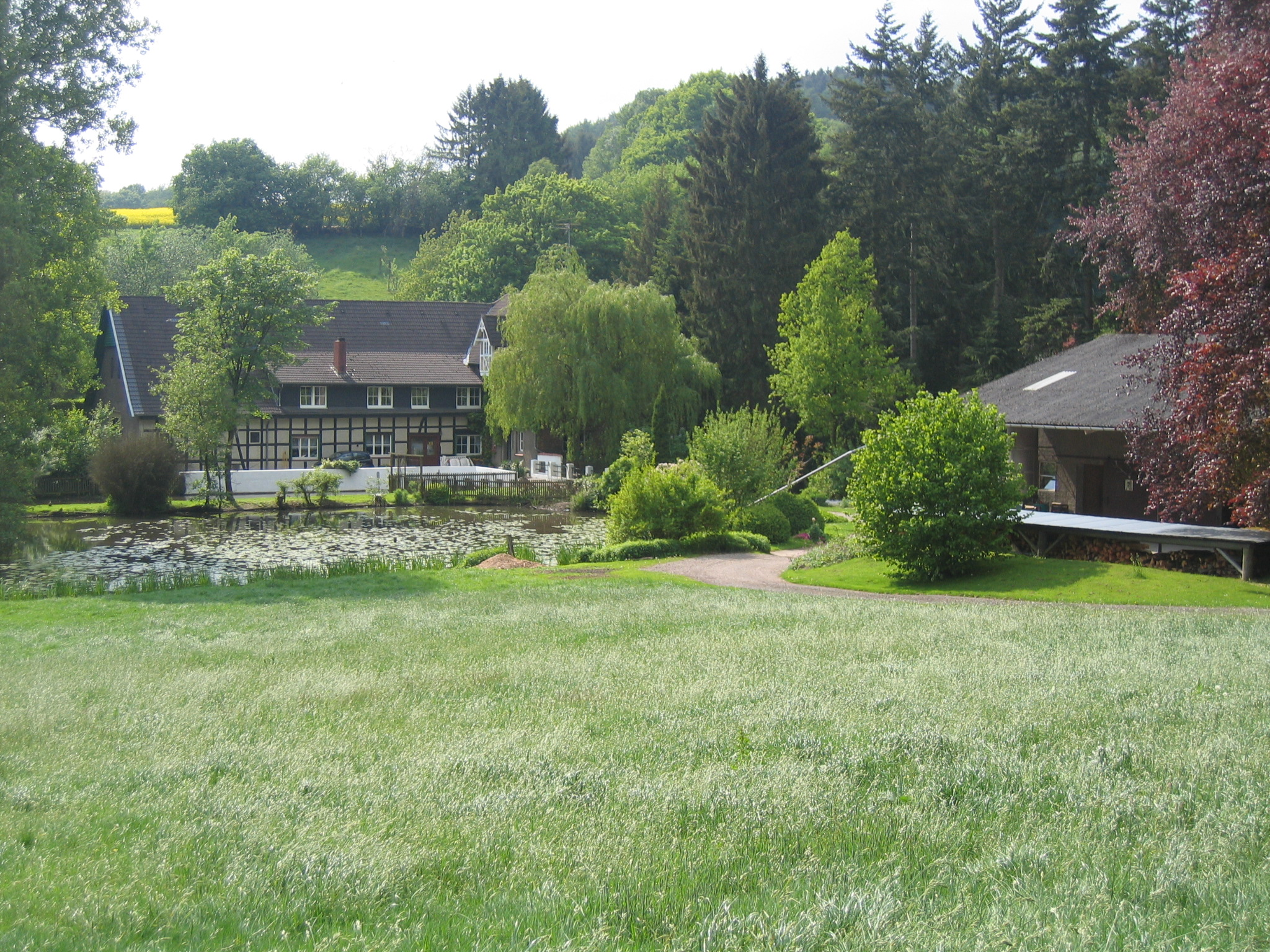
Neue Mühle

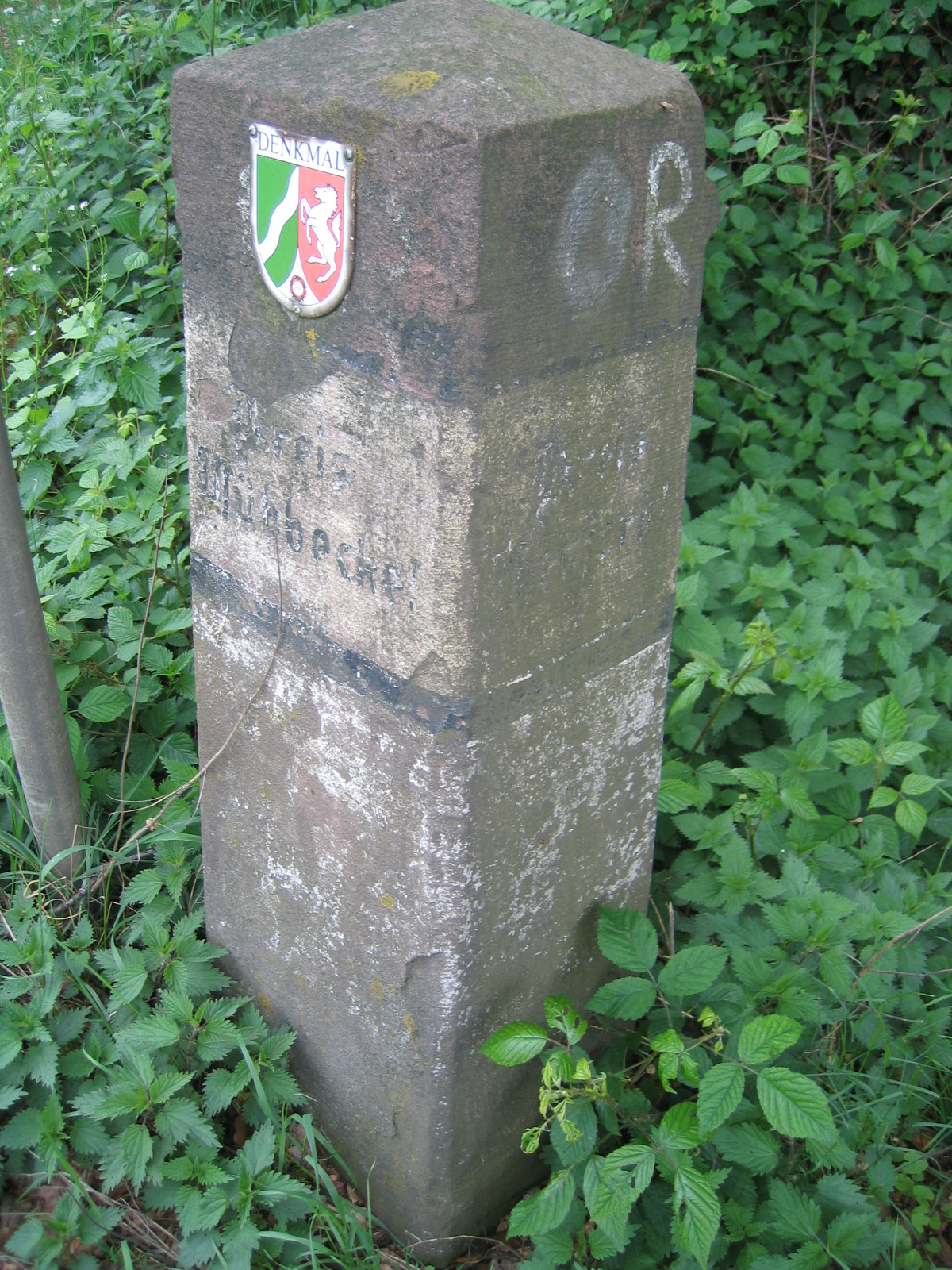
Kreisgrenzstein zwischen Neue Mühle und Mesch (unter Denkmalschutz)

Neue Mühle ist ein im Auebachtal gelegener Wohnplatz im Ortsteil Schwenningdorf der ostwestfälischen Gemeinde Rödinghausen im Kreis Herford in Nordrhein-Westfalen.

## Lage
Die Ansiedlung Neue Mühle befindet sich an einem Durchbruch der Großen Aue durch das Wiehengebirge hin zum Eggetal zwischen Maschberg und Donoer Berg direkt am Naturschutzgebiet Auebachtal. Als am nordöstlichen Rand von Schwenningdorf gelegen, besteht eine Grenze zu der bereits zum Kreis Minden-Lübbecke gehörenden Bauerschaft Mesch. Prägend für den Wohnplatz ist neben der namensgebenden Wassermühle die verkehrstechnische Lage zwischen der L 557 Hansastraße/Bünder Straße und der Bahnstrecke Herford–Kirchlengern nebst Haltepunkt sowie einer Querung des Wittekindswegs.
Eine Besonderheit bei der Erschließung bildet die Abwasserentsorgung, die über die Kanalisation der Stadt Preußisch Oldendorf erfolgt.
Einer breiteren Öffentlichkeit bekannt ist Neue Mühle heute vor allem durch die denkmalgeschützte Eisenbahnbrücke Neue Mühle als Station der Denkmalroute Rödinghausen, der BahnRadRoute Weser-Lippe sowie durch den Haltepunkt Neue Mühle als Ausgangspunkt einer Reihe von Wanderwegen.

## Geschichte

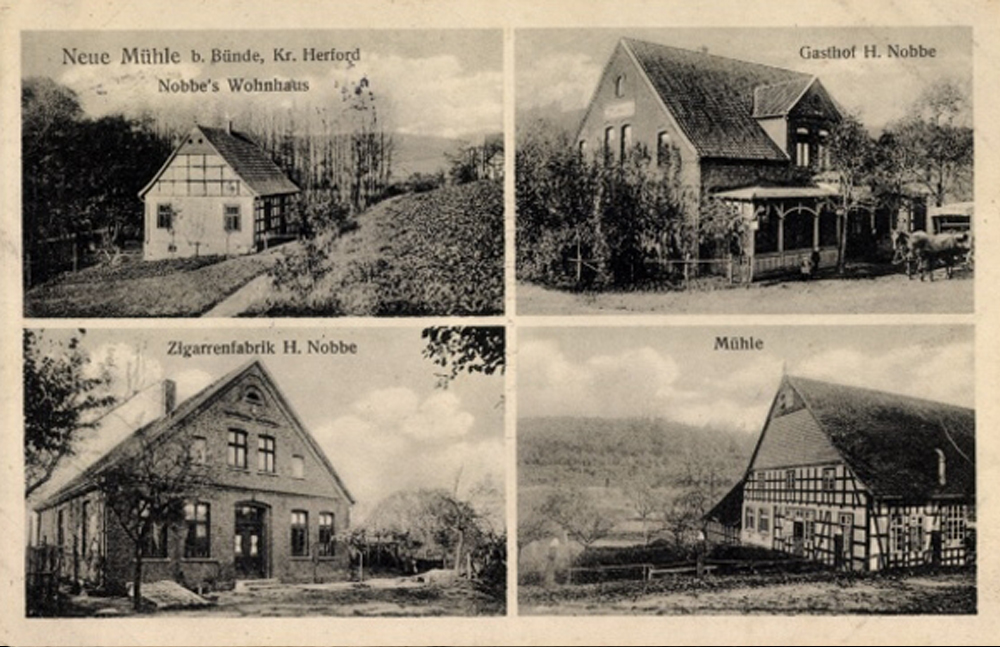
Postkarte von 1915;
Verlag Rolf & Co., Hannover

Seit dem 15. Jahrhundert befand sich an der Einmündung der Schierenbeke in die Großen Aue, die hier auch Mühlenbach genannt wurde, die Schierenbeker Mühle, die als Zwangsmühle zu den Königlich Preußischen Mühlen gehörte. Mit Vertrag vom 17. September 1765 übernahm der Müller Blome die Mühle auf Erbpacht. Ein erster Lageplan stammte von Johann Christian Schlöman von der Kriegs- und Domänenkammer in Minden aus dem Jahr 1798. Im Jahr 1827 erhielt Müller Schnittger eine Konzession als Pächter und konnte 1842 den Pachtvertrag ablösen. Nach schweren Flutschäden im Jahr 1885 musste die Mühle neu errichtet werden und hieß fortan Neue Mühle. Etwa zeitgleich entstanden Wohnhäuser sowie ein Gasthaus und in Kirchenbüchern wurde Neue Mühle als Ortsteil von Rödinghausen genannt. Betreiber von Mühle und Gasthaus war ausweislich einer Postkarte aus dem Jahr 1915, ein H. Nobbe, der auch dort wohnte und eine Zigarrenfabrik besaß.
Im Rahmen des Neubaus der am 1. Oktober 1899 eröffnet Eisenbahnstrecke von Bünde über Lübbecke nach Bassum errichtete die Königliche Eisenbahndirektion in Neue Mühle eine Brücke zur Querung des Wittekindsweg über die neue Bahntrasse und direkt daneben, bei Streckenkilometer 10,3 genau vor dem Gasthaus, eine Haltestelle.
Um 1938 war der Haltepunkt Neue Mühle mit einem Agenten besetzt und bot auch beschränkten Expressgutverkehr. Vermutlich war dies Ernst Kuhlmann, der Inhaber der Gaststätte zu dieser Zeit. Im Zweiten Weltkrieg bekam die Bahnstrecke strategische Bedeutung und wurde ausgebaut (vgl. Heeres-Munitionsanstalt Lübbecke). Im Jahr 1949 wurde die Mühle renoviert und eine neue Turbine installiert um Strom aus Wasserkraft zu erzeugen.
1986 wurde der Haltepunkt durch die Deutsche Bundesbahn für den Personenverkehr stillgelegt. Nach der Übernahme des Schienenpersonennahverkehrs durch die Eurobahn im Jahr 2002 wurde der Haltepunkt wieder reaktiviert. 2004 schloss die Gaststätte. Letzter bekannter Inhaber war Joh, Moor.

## Industrie
Neben dem Mühlenbetrieb befand sich in Neue Mühle auch eine Zigarrenfabrik sowie unweit (1,5 km) am Wittekindsweg der Amtssteinburch am Donoer Berg an dem einige Jahre Cornbrash-Sandstein zur Gewinnung von Straßenschotter abgebaut wurde. Aktuell befindet sich in Neue Mühle nur noch ein Hackschnitzelwerk sowie das Wasserkraftwerk der ehemaligen Mühle, deren Gebäude von einem ambulanten Pflegedienst genutzt wird.

## Eisenbahnbrücke Neue Mühle

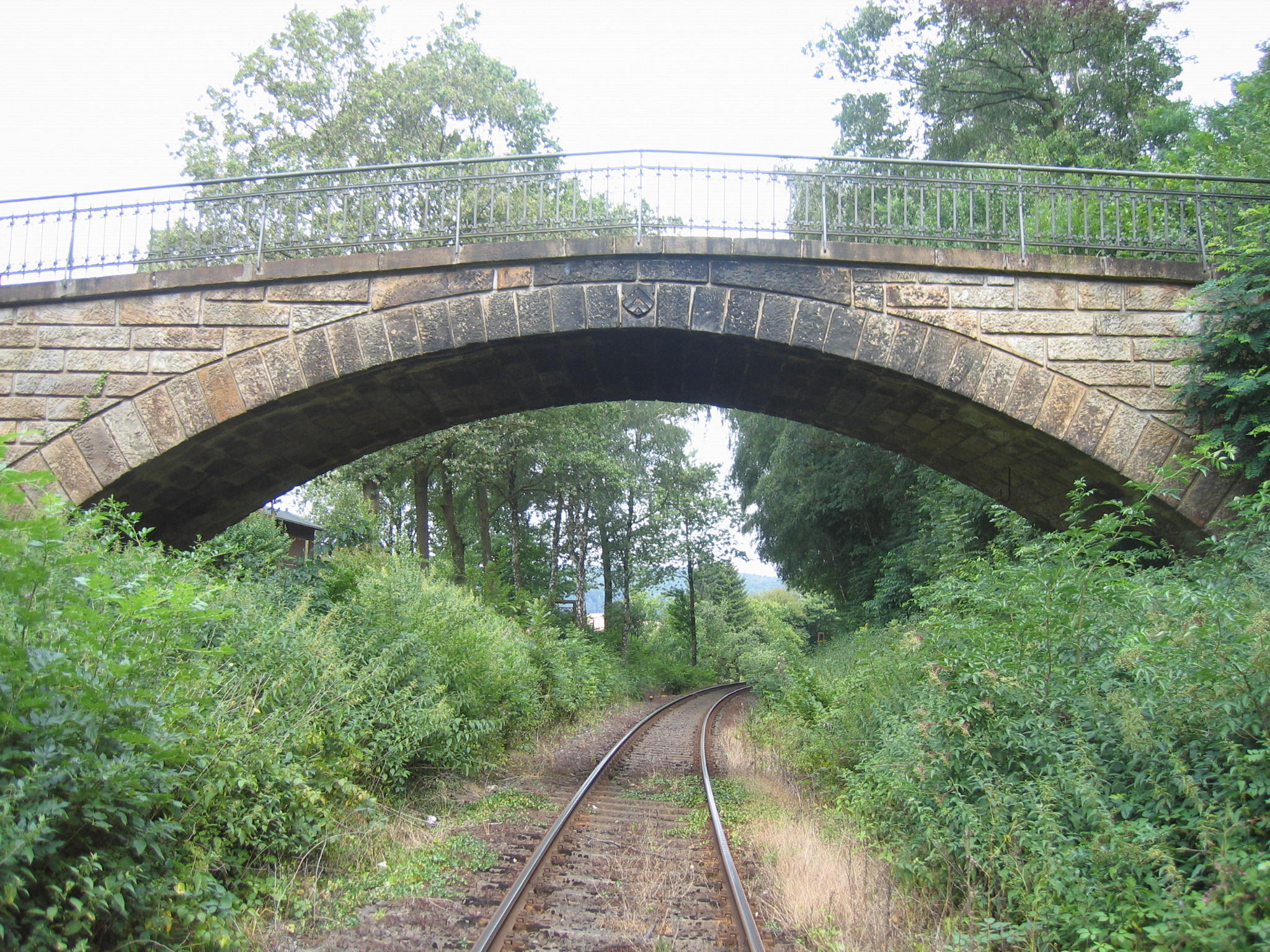
Eisenbahnbrücke Neue Mühle

Die 1899 erbaute Eisenbahnbrücke aus großen gemauerten Sandsteinquadern überspannt in weitem Bogen den Geländeeinschnitt der Bahngleise. Die Brücke verfügt über schmiedeeiserne Geländer sowie zwei verzierte Schlusssteine. Diese zeigen auf der südlichen Seite das Ravensberger Wappen mit den drei Sparren und auf der nördlichen Seite das Wappen des Hochstifts Minden mit den zwei gekreuzten Schlüsseln. Die Brücke ist noch heute in ihrem Original-Errichtungszustand inklusive des immer noch aus gestampftem Erdreich und Stein bestehende Weges und steht unter Denkmalschutz.

## Haltepunkt Neue Mühle

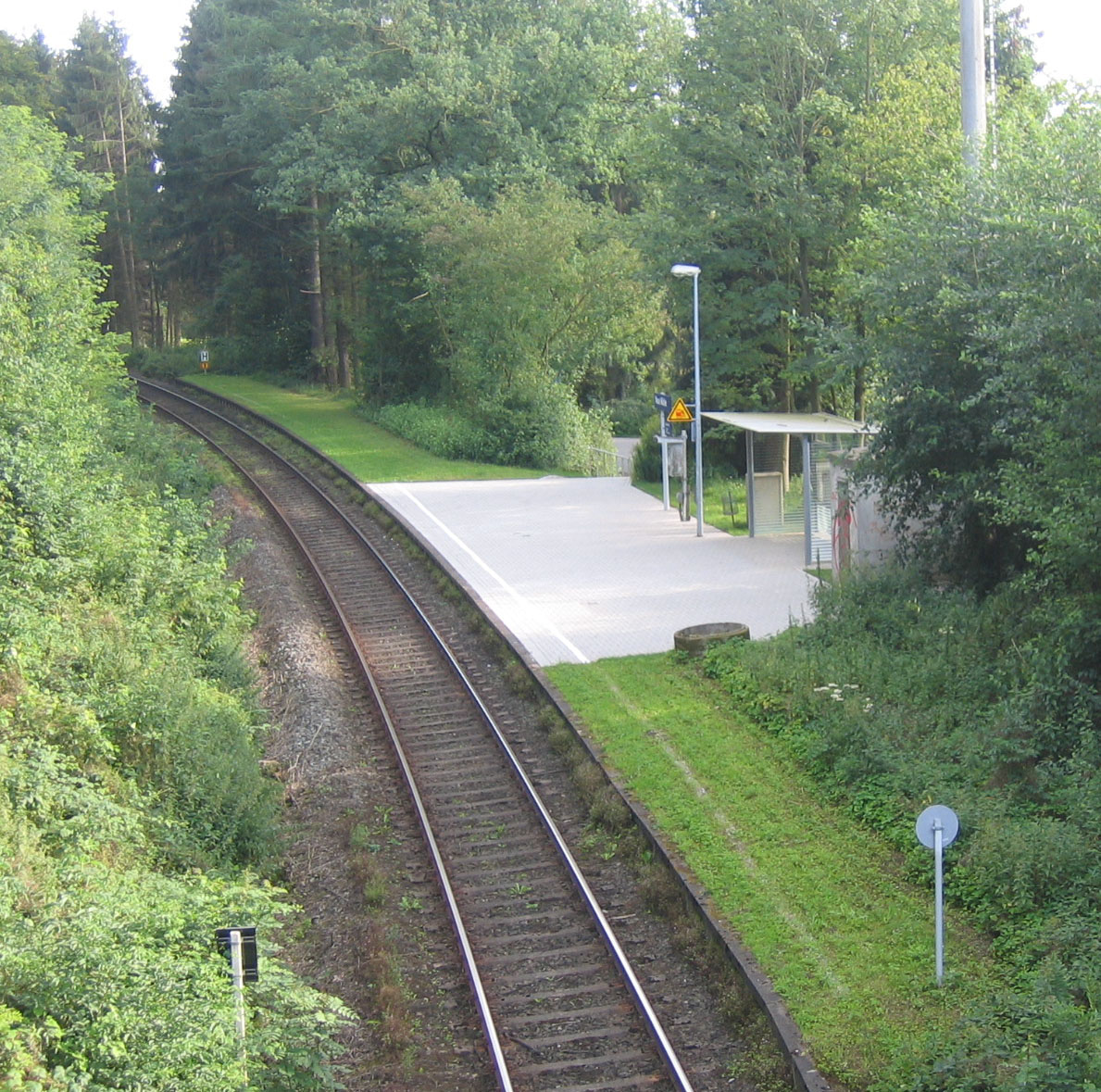
Haltepunkt Neue Mühle

Der Haltepunkt in Neue Mühle trägt aufgrund seiner unmittelbaren Nähe zum Preuß. Oldendorfer Ortsteil Mesch bisher amtlich die Bezeichnung Mesch Neue Mühle (HNMU), wird aber auf dem Stationsschild nur als Neue Mühle ausgewiesen. Auch der Westfalentarif ordnet ihn dem Ortsteil Schwenningdorf zu. Er wird im Stundentakt von der Ravensberger Regionalbahn ERB 71 auf der Bahnstrecke Rahden–Herford (KBS 386) angefahren. Busse verkehren vereinzelt nach Bünde und Ennigloh.